# Műselyem

A cellulóz monomer szerkezeti képlete (n = polimerizációs fok)

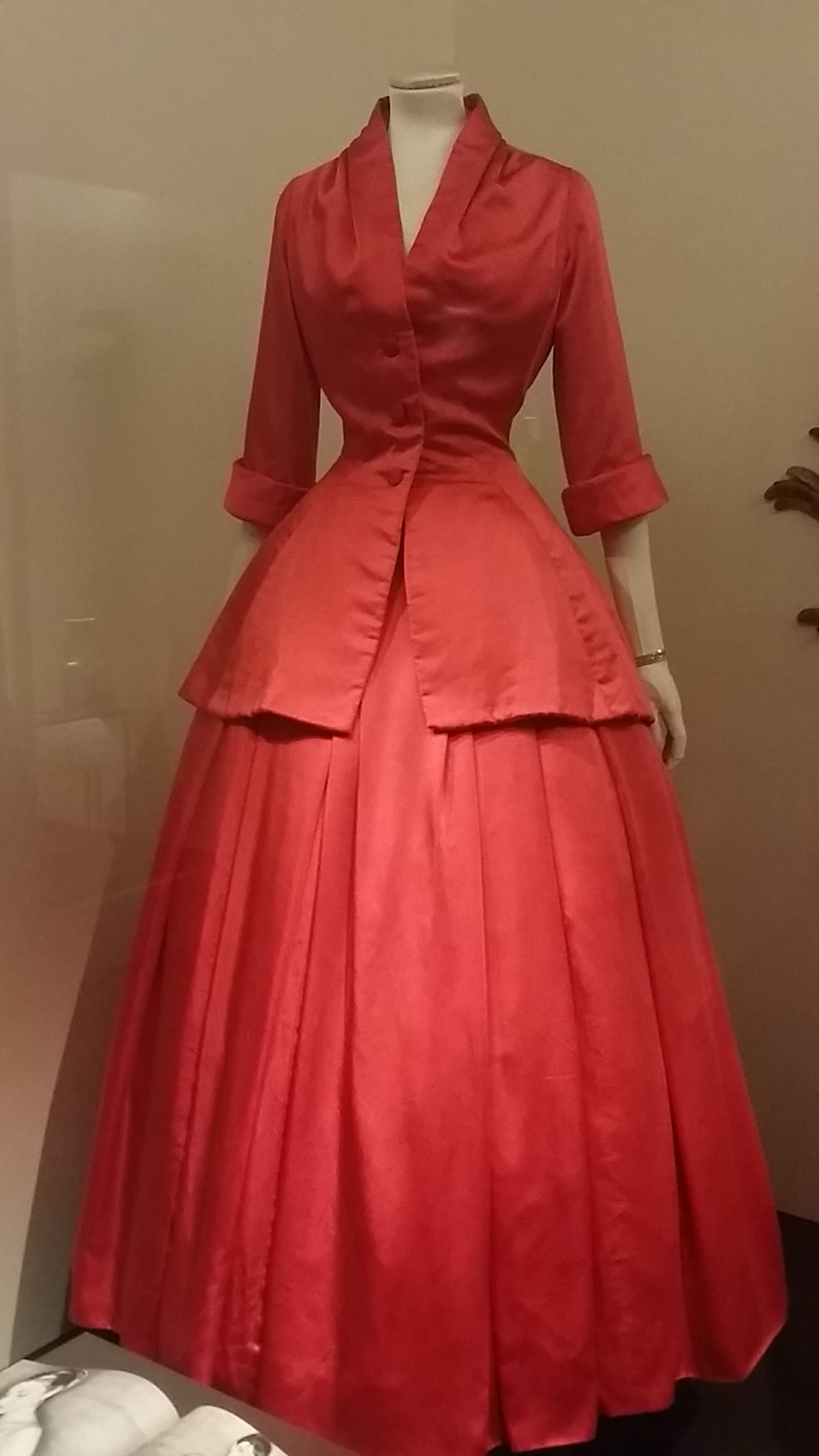
Cellulóz-acetát műselyemből készült Christian Dior ruha

A műselyem a Magyar értelmező kéziszótár meghatározása szerint: „A hernyóselyemhez hasonló tulajdonságú műszál(ból készült) kelme”, a műrost pedig „vágott műszál ”. A textilipar a műselyem kifejezést ennél szűkebben értelmezi: eszerint ezt a megnevezést azokra a mesterségesen előállított, a hernyóselyemhez hasonlóan „végtelen” szálú (ún. filament-) fonalakra használják, amelyek alapanyaga cellulóz. A szó a német Kunstseide tükörfordítása, ahol ugyanígy értelmezik, angol megfelelője a rayon, ami szintén csak a cellulóz alapú mesterséges szálasanyagokat foglalja össze. A magyar textilipar szaknyelvében már nem használják ezt a kifejezést az értelmező szótár szerinti általános értelemben (a németben sem), mert a mesterségesen előállított anyagú fonalaknak ma már igen nagyszámú különböző fajtája van, amelyek megjelenésükben ugyan hasonlók lehetnek a „műselyemhez”, de tulajdonságaik merőben mások.
A „műselyem” fogalma alá tartozó fonalak mai szakszerű elnevezése a textiliparban: cellulóz alapú filamentfonal és mint ilyen, a természetes alapanyagú mesterséges szálasanyagok közé tartozik.
Igen gyakori, hogy a folytonos szálú filamenteket rövidebb – néhány centiméteres – darabokra vágják (ez lenne az értelmező szótár szerinti műrost, a textilipar szaknyelvében vágott szálak), hogy önállóan, vagy más szálasanyagokhoz keverve fonási technikával készítsenek belőlük ún. font fonalat.
Minthogy ez idő szerint a viszkóz a leggyakrabban előforduló ilyen típusú szálasanyag, „műselymen” ma általában a viszkóz filamentfonalat értik. Ha más típusról van szó, akkor ezt jelzőként előre teszik.
Az ebbe a csoportba tartozó szálasanyagok nagy előnye, hogy alapanyaguk természetes anyag: a cellulóz, ami azt is jelenti, hogy a belőlük készült tönkrement, elhasználódott termékek természetes módon lebonthatók.

## Hagyományos műselymek

### Nitrát műselyem

A cellulóz-nitrát monomerjének szerkezeti képlete (n = polimerizációs fok)

A tudósok több száz éve kísérleteztek azon, hogy mesterséges úton állítsanak elő a selyemhez hasonló fonalat. Robert Hooke 1664-ben megjelent „Micrographia” című művében már felvetette ezt a gondolatot, de a megvalósulásra a 19. századig kellett várni. Az eljárást több előzményt követően Louis-Marie Hillaire Bernigaud de Chardonnet dolgozta ki. A pamutot salétromsav és kénsav keverékével kezelve nitrocellulózzá alakította át, ezt éter és alkohol keverékében feloldotta, ebből az oldatból, finom nyílásokon kipréselve szálakat húzott, majd denitrálta, azaz visszaalakította cellulózzá. Ezzel végül is kidolgozta a cellulóz alapú mesterséges szál, a nitrát műselyem nagyüzemi gyártásának technológiáját, amit a feltalálóról chardonnet- (ejtsd: sardonné) selyemnek neveztek el. Találmányát 1884-ben szabadalmaztatta, 1889-ben nagy sikerrel bemutatta a párizsi világkiállításon. A gyártásra több gyárat is alapított, egyebek között 1904-ben Magyarországon is, Sárváron (Sárvári Műselyemgyár Részvénytársaság), amely 1926-ig működött, majd ugyanezzel az eljárással készített nitrát műselymet az 1923-ban alapított és 1930-ig működött Magyaróvári Műselyemgyár Részvénytársaság is.
A nitrát műselyem gyártása az eljáráshoz használt nitrátcellulóz robbanásveszélyessége miatt rendkívül veszélyes volt, ezért amikor a piacon megjelent a biztonságosabban és olcsóbban gyártható viszkóz műselyem, a nitrát műselymet előállító vállalatokat sorra bezárták. Nitrát műselymet ma már nem gyártanak.

### Viszkóz műselyem

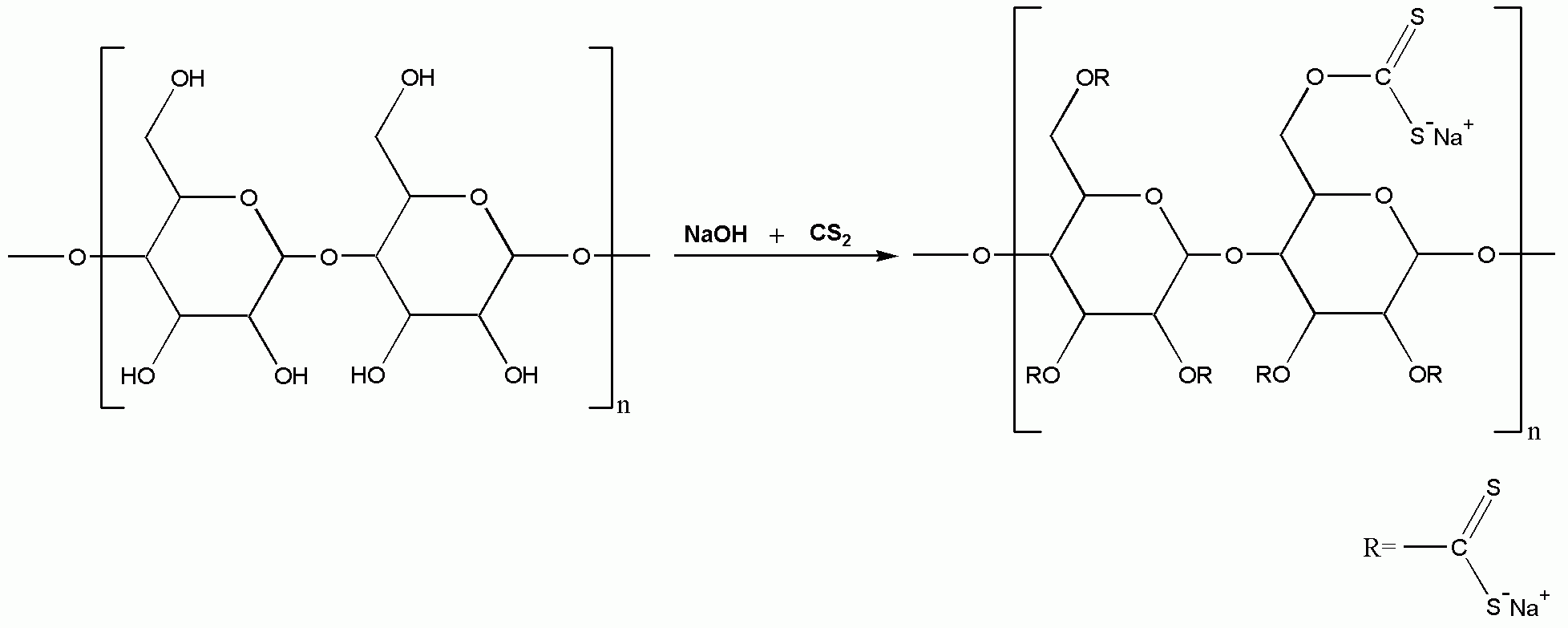
A cellulóz xantogenát (viszkóz) szintézise (n = polimerizációs fok)

A viszkóz műselyem feltalálása Charles Frederick Cross és Edward John Bevan nevéhez fűződik, akik felismerték, hogy a cellulóznátrium szénkéneggel lúgban oldható cellulóz-xantogenáttá alakul, ami rendkívül sűrű, nehezen folyó, viszkózus közeg. Innen kapta az 1898-ban Charles Henry Stearn által kidolgozott szálhúzási módszerrel előállított szál a viszkóz nevet.
A viszkóz műselyem gyártásához főleg facellulózt használnak, amiből először lúggal cellulóz-alkálit készítenek, ezt foszlatják, érlelik (a cellulózláncokat lebontják), majd szén-diszulfid hozzáadásával cellulóz-xantogenáttá alakítják. Ezt híg lúgoldattal feloldva kapják a viszkózoldatot. A viszkózoldat újabb érlelésével állítják be a szükséges polimerizációs fokot és a szálhúzáshoz szükséges viszkozitás mértékét. Az így előkészített viszkózoldatot szálhúzó lap apró nyílásain préselik át, amivel nagyon vékony szálakból álló szálköteget (kábelt) állítanak elő. Ezt kénsav fürdőn vezetik át, ahol a cellulóz-xantogenát ismét cellulózzá alakul vissza (regenerálódik – innen ered a „regenerált cellulózszál” elnevezés). Az így kapott folytonos („végtelen”) szálakat nyújtják, hogy a cellulóz láncmolekulái hosszirányban rendeződjenek és a szálak elérjék szükséges szilárdságukat. A befejező műveletek a kénvegyületek eltávolítását célozzák, majd vizes öblítés, fehérítés és szárítás, végül felcsévélés következik.
Bár a viszkózt leggyakrabban facellulózból (lucfenyő, erdeifenyő, bükkfa) állítják elő, egyes esetekben cellulózt más forrásból is nyernek erre a célra. Magyarországon is kísérleteztek például szalmacellulóz felhasználásával, ez azonban nem adott elég jó minőségű szálasanyagot. Újabban viszont előtérbe került a bambuszból nyert cellulóz alkalmazása, amely nagyon gyorsan növő növény, emiatt erőteljesen hozzájárul a fenntarthatósághoz. Termesztése is környezetbarát. Gyakran úgy hirdetik a bambuszcellulózból készült viszkózfonalat, mint olyat, amely a facellulózból vagy a pamutlintersből készült („szokványos”) viszkózfonalnál jobb antimikrobiális tulajdonságú, ezt azonban az összehasonlító kutatás nem igazolta.
Magyarországon, Nyergesújfalun 1941-ben létesült a Magyar Viscosa Rt., ahol 1943-ban kezdődött meg a viszkózszál gyártás, amit 1958-ig folytattak, akkor a gyár átállt a „Danamid” néven forgalomba hozott poliamid 6 fonal gyártására.
A viszkóz filamentfonalak felhasználása rendkívül széles körű. Amellett, hogy népszerű fehérnemű- és ruhaanyag, nagy mennyiségben használják lakástextíliák gyártására, hímzőcérnák készítésére, valamint nagyszilárdságú változatát gumiabroncsok, szállítószalagok, gumicsövek kordszöveteinek előállítására. Bizonyos nitrogénvegyületek hozzáadásával lángálló viszkózfonalat is gyártanak. A viszkóz vágottszálakat önmagukban vagy más szálasanyagokhoz (igen gyakran például pamuthoz, poliészterhez) keverve font fonalak készítésére használják a legkülönbözőbb felhasználási célokra. Nemszőtt kelméketet is gyártanak viszkózszálakból, és általában vágott viszkózszálak alkotják a vatta anyagát is.

### Acetát műselyem

A cellulóz-acetát monomerjének szerkezeti képlete (n = polimerizációs fok)

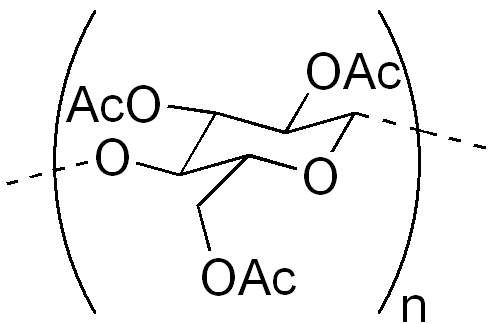
A cellulóz triacetát monomerjének szerkezeti képlete

Fa- vagy pamutcellulóz az alapanyaga a cellulóz-acetát-, röviden acetát műselyemnek. Cellulóz-acetátot először 1869-ben Paul Schützenberger állított elő, ennek a kloroformmal készült oldatából húzott szál Bromert találmánya (1899). A kloroform azonban drága és erősen mérgező. A szál szélesebb körű elterjedése akkor vált lehetségessé, amikor George Miles 1903-ban felfedezte, hogy a hidrolizált cellulóz-triacetát acetonban is oldható. A cellulóz-acetát a cellulóz ecetsav-észtere. A gyártás során először cellulóz-triacetátot (primer acetát) állítanak elő úgy, hogy a cellulózban levő glükóz egységek mindhárom hidroxilcsoportját ecetsavanhidriddel észterezik (acetilezés). Ezután a primer acetátot híg savval hidrolizálják, azaz a cellulóz láncmolekulában előforduló észterezett hidroxilcsoportok egy részét visszaalakítják. A reakcióidőtől és a hőmérséklettől függően 41–62,5% észtertartalmat állítanak be. Ezzel az ún. szekunder acetátot (diacetát, 2½ acetát) állítják elő, ami acetonban oldható. A termék viszkozitása az észterezés mértékétől függ (minél nagyobb fokú, annál viszkózusabb a termék). Az így készült oldatból húzzák a szálakat.
Az acetát filamentfonalakat főleg blúzok, ruhák, ruhabélések, kendők, nyakkendők, dekorációs szövetek készítésére használják, valamint nagyon szép fénye miatt kedvelt hímzőfonal-anyag.
A textilipari gyakorlatban elsősorban a 2½ acetátot használják (ha acetátszálakat említenek, általában erről van szó), de bizonyos felhasználási területeken a triacetátból készült fonalnak is van szerepe. A triacetátszál gyártásához oldószerként klórmetilént (CHCl) alkalmaznak és az elszappanosítás (hidrolízis) elmarad. A triacetát hőállósága, színtartósága, gyűrődésállósága, mérettartása jobb, nedvességfelvevő képessége kisebb (ezért gyorsabban szárad), mint a diacetáté. Textilipari felhasználásában jelentős előny, hogy a triacetátból készült szövetek vagy kötött kelmék nagyon jól vasalhatók és pliszírozhatók, a vasalt éleket tartósan megőrzik, ezért kedvelt ruhaanyagok.
A filamentfonalak feldarabolásával nyert rövid acetátszálakat igen nagy mennyiségben használja a dohányipar, mert a cigaretták mintegy 95%-ában ebből készül a füstszűrő. A világ acetátszál termelésének 93%-át erre a célra használják.

### Rézoxid műselyem
A rézoxid műselyem gyártásánál a cellulózt 3% rezet és 25% ammóniát tartalmazó rézoxid-ammóniában oldják fel és a szálhúzáskor víz tartalmú kicsapó fürdőben, a réz és az ammónia kioldásával visszanyerik a cellulózt. Az eljárást Matthias Eduard Schweizer találta fel és 1899-ben kezdték nagyüzemileg gyártani. 1904-ben a J. P. Bemberg cég tökéletesítette az eljárást és ettől kezdve a rézoxid műselyem Bemberg selyem néven vált ismertté. Népszerűsítéséhez jelentős mértékben hozzájárult a Goldberger Leó vezette Goldberger-gyár Parisette ruhaszövete, amely ilyen fonalból készült.
A rézoxid műselyem ma is kedvelt blúz-, ruha-, alsóruha- és ruhabélés anyag, továbbá készítenek belőle kendőket, függönyöket, ágytakarókat, ernyőket. Nemszőtt kelme formájában a kozmetikai ipar használja.

## A hagyományos műselymek továbbfejlesztett változatai

### Modál szálak
A viszkózszál hátrányos tulajdonsága, hogy nedves állapotban szakítószilárdságának jelentős részét elveszíti és erősen megduzzad. Ennek javítására némileg módosították a viszkóz gyártását, aminek eredményeképpen a polimerizációs fok növelésével és a molekulaláncok nagyobb rendezettségével nagyobb szilárdságú, nagyobb nedves modulusú, kevésbé duzzadó és így mérettartóbb, a lúgnak jobban ellenálló cellulózszálakat állíthatnak elő. Ezeket modál szálaknak nevezik, kifejlesztésük a japán S. Tachikawa nevéhez fűződik (1951). A szabványos előírás szerint a modál szálaknak nedves állapotban el kell érniük a 22,5 cN/tex fajlagos szakítóerőt és szakadási nyúlásuk nem haladhatja meg a 15%-ot.
A modál szálaknak két csoportját különböztetik meg:
- HWM (angolul: High Wet Modulus, azaz nagy nedves modulusú) szálak[Jegyzet 6] nedves állapotban nem duzzadnak meg (jó a mérettartásuk), de lúgállóságuk csekély, ezért nem mercerezhetők. A gyártási eljárás hasonlít a viszkózéhoz, de van néhány különbség: kisebb töménységű lúgot használnak a cellulóz-alkáli előállításához, elhagyják az érlelést és nagyobb nyújtást alkalmaznak a szálképzéskor.[36] A HWM szálak nagyon jól keverhetők poliészterszálakhoz.[37]

- Polinóz szálak (elnevezésük a francia polymère non synthetique, azaz nem szintetikus polimer kifejezésből ered). Gyártásukkor a viszkózszál-gyártáshoz képest szálhúzáskor nagyobb viszkozitású oldatot alkalmaznak és a kicsapó fürdő összetételét is módosítják.[38] A polinóz szálak a viszkózhoz képest nagyobb szakítószilárdságúak, sokkal lúgállóbbak és nedves állapotban kevésbé duzzadnak meg. A HWM szálakhoz képest valamivel gyengébbek, kopásállóbbak és kisebb nyúlásúak. Jól mercerezhetők és bírják a gyűrődési hajlam csökkentését célzó műgyantás kikészítést. Nagyon jól keverhetők pamuttal és rendkívül jó nedvszívó képessége miatt gyakran alkalmazzák fürdőköpenyekhez, törülközőkhöz.[39]

### Lyocell
A viszkóz gyártása nagy energiaigényű és a gyártó berendezésekből káros vegyi anyagok (pl. szén-diszulfid, hidrogén-diszulfid) kerülnek a légtérbe. Ennek a hátránynak a kiküszöbölésére fejlesztették ki az 1980-as években a lyocell szálasanyagot (az első lyocell szálak 1985-ben kerültek forgalomba). Ennél az eljárásnál a keményfából – vagy újabban bambuszból vagy eukaliptuszból is – nyert cellulózt N-metilmorfolin-N-oxid-ban (NMMO) oldják és ebből az oldatból húzzák a szálakat. Az előállítás a viszkózgyártásénál kisebb vízigényű és teljesen zárt rendszerben történik, így nem jár káros anyagok kibocsátásával, és az oldószer csaknem teljes egészében visszaforgatható és újból felhasználható.
A lyocell puha fogású, a viszkóznál is jobb nedvszívó képességű, száraz és nedves állapotban egyaránt erős szál, a belőle készült textília szép esésű, jól színezhető és gyűrődésre sokkal kevésbé érzékeny, mint a viszkóztermékek. Jó nedvszívó képessége és nedvességleadó képessége nanofibrillás szálszerkezetének köszönhető. Ugyanezen tulajdonsága folytán puha, kellemes fogású textilterméket eredményez. Előnyös tulajdonságai miatt sok helyen átveszi a viszkóz és a pamut szerepét, nemcsak a ruházati cikkek, hanem a lakástextíliák és műszaki textíliák körében is.